# Justa Canaviri
Justa Canaviri (nascida Justa Elena Canaviri Choque, em 13 de agosto de 1963, na Bolívia) é uma indígena da etnia aimará, mulher boliviana que se tornou conhecida por seu vestido tradicional Chola e chapéu-coco, franqueza em questões como violência familiar, direitos LGBT e direitos indígenas. Muitas vezes chamada de chola mais conhecida da Bolívia, Justa Canaviri mudou a face da televisão boliviana, quando começou a transmitir seu programa de culinária apresentando pela primeira vez uma mulher indígena como presença principal. Em 2014, ela foi homenageada como uma das 100 mulheres da série da BBC.

## Vida pregressa
Justa Elena Canaviri Choque nasceu em 13 de agosto de 1963 em La Paz, Bolívia, filha de Filomena Choque e Ambrosio Canaviri. Segunda de quatro filhas na família, Justa Canaviri estudou na Academia Tecnimod com foco em costura e design, serviço social e fez formação complementar em gastronomia boliviana, estudando a comida e confeitaria nacional. Ela criou três filhos, Indira, Addis e José, trabalhando como faxineira para sustentá-los.

## Carreira
Em 1999, Justa Canaviri conheceu o roteirista boliviano Guillermo Aguirre, que pensou que ela poderia trabalhar na televisão. Ele a ajudou a conseguir um emprego como apresentadora de um programa de televisão, "La Cancha", que apresentava produtos aos consumidores. Após o término do programa, ela trabalhou como apresentadora em dois programas de curta duração, "Sábado Estelar" e "Fiebre de Sábado con la Canasta de La Justa". Por não conseguir encontrar trabalho adicional na televisão e por gostar de trabalhar no meio, ela escreveu um programa chamado "La Wislla de La Justa" e começou a apresentá-lo a vários produtores independentes. A Rádio Televisión Popular (RTP Bolívia) concordou em produzir o show em 2002. O programa de Justa Canaviri centrava-se na alimentação, mas com Justa Canaviri discutindo questões políticas e sociais, bem como apresentando tradições culturais. Em três meses, o programa se tornou um sucesso e ela começou a pensar em produzi-lo de forma independente. Após dez meses, foi trabalhar na P.A.T. Network e o programa passou a se chamar "La Justa", onde permaneceu pelos três anos seguintes.
Justa Canaviri foi uma criadora de tendências. Antes de ela ir ao ar, a televisão na Bolívia era dominada por descendentes de europeus. Orgulhosa de sua herança cultural, Justa Canaviri queria que seu programa retratasse quem ela realmente era. Ela usava o cabelo em tranças, encimado com o chapéu-coco tipicamente usado pelas cholas, e as tradicionais polleras multiplissadas. Em 2006, Justa Canaviri transferiu seu programa para a TV Bolivia. onde ela continuou a apresentar conversas animadas e receitas. Em 2013, quando sentiu que a TV Bolívia queria uma imagem mais jovem e tentava censurar suas discussões, Justa Canaviri ampliou suas opções e começou a exibir seu programa na TV Virgen de Copacabana em El Alto, tornando-se a primeira apresentadora a exibir um programa em dois canais separados.
Justa Canaviri quebrou os conceitos de beleza e estereótipos associados às mulheres indígenas, tornando-se "a chef mais famosa da televisão boliviana". Ela discutiu temas como peso, violência contra mulheres e abuso, discriminação contra os povos indígenas e seus direitos, e questões LGBT na Bolívia. Em 2014, ela foi homenageada pela BBC como uma das 100 mulheres mais inspiradoras do ano. Nesse mesmo ano, ela foi selecionada pela Kimberly-Clark Bolívia como uma das modelos femininas em seus anos dourados que representariam sua marca de produtos Poise. Ela se tornou uma das mulheres mais influentes da Bolívia e participou como chef e em workshops para mulheres na Argentina, Brasil, Chile, Panamá, Peru e Estados Unidos.